# Aéroport de Zhangye-Ganzhou
L'aéroport de Zhangye-Ganzhou est un aéroport situé en Chine.